# XQuery
Az XQuery (jelentése: XML Query Language) a W3C által meghatározott lekérdezési nyelv XML-adatbázisokhoz. Célja részletek keresése nagy XML-adatbázisokból. Ezzel szemben az XSLT célja teljes XML-dokumentumok átalakítása.
Az XQuery XSLT-n, SQL-en és C-n alapuló szintaxist használ, és XPatht és XML-sémát használ adatmodelljéhez és függvényeihez. Az XQL-ből, az XML-QL-ből és a Quiltből vett át számos ötletet.
Az XQuery erősen típusos és Turing-teljes.
A fejlesztésében (akárcsak a Quiltében) részt vett Donald D. Chamberlin.
Az XQuery 1.0 2007. január 23-án, az XQuery 3.0 2014. április 8-án, az XQuery 3.1 2017. március 21-én vált W3C-ajánlássá.

## Nyelvi elemek
Az útkifejezéseken kívül (XPath) számos további nyelvi jellemző van, melyek a következő szakaszokban rövid példákkal együtt szerepelnek.

### Adatmodell
Az XQuery alapvető adatszerkezete egy sorozat, mely egy 0 vagy több elemből álló rendezett lista. Egy sorozat lehet XML-dokumentum. A sorozatok jellemzően zárójelek közt vannak, és duplikátumokat is tartalmazhatnak. A sorozatok nem ágyazhatók egymásba.
Az alábbi sorozatok azonosak:
- (1, 2, 1) és (1, (2, 1))
- (1, (), ) és (1, )
- (<A/>) és <A/>

Az XQueryben a számosságok lekérdezésére az alábbi hat függvény elérhető:
- fn:zero-or-one($seq)
- fn:one-or-more($seq)
- fn:exactly-one($seq)
- fn:empty($seq)
- fn:exists($seq)
- fn:count($seq)

Az XQueryben a változók előtagja $.
Sorozatok szerkesztése:
- A vesszőoperátor két sorozatot fűz össze egymás mögött
- Értékek hozzáadása az fn:insert-before függvénnyel történik
- Értékek törlése az fn:remove függvénnyel történik
- Az értéksorrend az fn:reverse függvénnyel fordítható meg
- Az értékek átrendezése az fn:unordered függvénnyel történik

### XML-elemek felépítése
Közvetlen XML-konstrukció állandó elemnevekkel („direct constructors”):
```
 <html>
   <head> { $page/head/content() } </head>
   <body bgcolor={ $style/bgcolor/text() } > { $page/body/content() } </body>
 </html>
```

„Computed constructors”
```
 element html {
   element head { $page/head/content() }
   element body {
        attribute bgcolor { $style/bgcolor/text() },
        text { $page/body/content() }
   }
 }
```

XML-adatok felépítéséhez használható a direkt XML-írásmód és a „computed constructors” deklaratívabb konstrukció egyaránt. Mindkét esetben a kapcsos zárójelek ({…}) a további XQuery-kifejezések beágyazására szolgálnak.

### Rendezési funkció (order by)
A relációs algebrával és az SQL-lel szemben az XML-adatelemek implicit megadott rendezéssel (document order) rendelkeznek. Minden XQuery-kifejezésnek be kell tartania e rendezést, kivéve ha a kifejezésben ez ki van kapcsolva (Ordering mode: unordered).

### FLWOR-kifejezések
Fontos szerepük van az XQueryben a FLWOR-kifejezéseknek (ˈflaʊ.ə) Ez a for, let, where, order by, return rövidítése és az SQL (SELECT, FROM, WHERE) kifejezéseihez hasonlítanak. Az SQL-lel szemben a FLWOR-kifejezések nagybetűérzékenyek. Ezek szekvenciákat bontanak szekvenciákra (vö. adatmodell). A FLWOR-kifejezések formái az alábbiak:
```
for
 $forvar1 
at
 $posvar1 
in
 <Expr>
,
 $forvar2 
at
 $posvar2 
in
 <Expr> …

let
 $letvar1 
:=
 <Expr>
,
 $letvar2 
:=
 <Expr> …

where
 <BoolExpr>

order by
 <Expr> 
ascending
/
descending

return
 <Expr>
```

Itt az <Expr> tetszőleges XQuery-kifejezést, a <BoolExpr> boolean típusú kifejezést jelent. A for-szerkezetek a $forvar1, $forvar2… változókat sorozatban rendelik hozzá az <Expr> szekvenciából. Az at kulcsszóval a korábbi változó értéke hozzárendelhető pozíciós változóval, ahol a számozás 1-nél kezdődik. Ezzel szemben a let-szerkezetek a $letvar1, $letvar2… változókat a hozzá tartozó kifejezés egész eredményéhez kötik. Az így létrejövő listasorozat a hozzárendelések minden lehetséges kombinációját tartalmazza, melyek a for- és let-változókból létrehozhatók.
A where-szerkezet a nem kívánt listákat kerüli el. Egy boolean kifejezés a for- és let-szerkezetekhez kapcsolt változók legalább egyikéhez kapcsolódik. Ugyanez teljesül az order by-szerkezetre is, amely a sorozatokat rendezi. A return-szerkezet a kívánt változókat adja, lehetőleg direkten vagy indirekten létrehozott változókba ágyazva. Komplex esetekben a FLWOR-kifejezések egymásba ágyazhatók, vagyis az <Expr> előfordulási helyén egy FLWOR-kifejezés is állhat.
A következő példában szerepel a for és a let használata. A for-rész kiválaszt minden bekezdést egy HTML-oldalon (<p> elemek), a let rész előre definiált függvények segítségével kiadja a szószámukat. Végül minden nem üres bekezdést (szószám > 0) nagyságukkal együtt kiadja a kód.
```
for
 $par 
in
 $page//p

let
 $words 
:=
 fn:count(fn:tokenize($par/content(), " \n\t"))

where
 $words gt 0

return
 
<
p
>

          {$par/content()}
<
br/
>

          Size: { $words }
       
<
/p
>
```

E kifejezésben észrevehető, hogy a for- és a let-rész egymástól függ, mivel a for-részben definiált $par változót használja a let-rész. Ez azt jelenti, hogy a let-rész a $par minden definiálásakor újra kiértékelendő.

### Összekötő operátorok és csoportosítások
Az összekötő műveletek (angolul: join) két bemeneti halmazból és egy ezt követő kiválasztásból álló direkt szorzatot eredményeznek (vö. relációs algebra). Például a FLWOR-kifejezésekről szóló szakaszban egy ilyen művelet szerepelt. A for és a let részekben definiált változók összekötése a bemeneti halmazokat direkt szorzatuk azon részhalmazává alakítja, ahol a where kiválasztási feltételei alkalmazva lettek. Mivel a kiválasztási feltételek a kifejezés where és az alkifejezések for és let részeiben is előfordulhatnak, a kifejezés kiértékelése előtt szükséges a normalizáció.

### Elődefiniált függvények
Egyenletek, adatok számítására és az adatmodell sorozatainak módosítására használatosak.

### Felhasználó által megadott függvények
A declare function révén hozhat létre a felhasználó függvényeket. Az általános forma a következő:
```
declare function
 namespace:függvénynév
 ($parameter1 
as
 adattípus1, $parameter2 
as
 adattípus2, …) 
as
 kimenettípus 
{

       
<
XQuery-kifejezés
>

}
```

A függvények más függvényeket és saját magukat is meghívhatják rekurzívan, így az XQuery Turing-teljes.

### Összehasonlító operátorok
Az XQueryben kétféle összehasonlító függvény van: az értékminősítő és a létezésminősítő. Az értékminősítők más nyelvek megfelelő operátoraihoz hasonlítanak. Az alábbi operátorok léteznek:
- eq: Egyenlőség (equal)
- ne: Egyenlőtlenség (not equal)
- lt: Kisebb (less than)
- gt: Nagyobb (Greater than)
- le: Kisebb vagy egyenlő (Less or equal)
- ge: Nagyobb vagy egyenlő (Greater or equal)

A leggyakoribb összehasonlító műveletek (=, !=, <, >, <=, >=) egzisztenciális összehasonlítást végeznek. Így az operátor bal és jobb oldalán is állhatnak sorozatok. A seq1 OP seq2 akkor igaz, ha seq1-nek van e1, seq2-nek pedig e2 eleme, ahol e1 OP e2, és OP az=, !=, <, >, <= vagy >= operátorok egyike. Így (1, 2) > (3, 0) igaz, mivel 1 > 0.

## Példák
Minden question XML-elem számlálása a célban:
```
fn:count(//question)
```

Összetettebb példa, mely minden dokumentum minden kérdését listázza, ahol 2-nél kevesebb válasz van:
```
<noanswerquestions>{
  for $s in fn:doc("lpi101.edugallery")//server/@address
  for $d in fn:doc($s)[count(.//question/(true, false)) <= 1]
  return <doc src="{ $s }">{
    $d//question[count((true, false)) <= 1]
  }</doc>
}</noanswerquestions>

```

Egy további példa (az XQueryn keresztül történő indirekt átstrukturálás lehetőségeit mutatja meg):
- Forrásdokumentum:

```
<?xml version="1.0" encoding="ISO-8859-1"?>

<partlist>

  
<part
 
partid=
"0"
 
name=
"car"
/>

  
<part
 
partid=
"1"
 
partof=
"0"
 
name=
"engine"
/>

  
<part
 
partid=
"2"
 
partof=
"0"
 
name=
"door"
/>

  
<part
 
partid=
"3"
 
partof=
"1"
 
name=
"piston"
/>

  
<part
 
partid=
"4"
 
partof=
"2"
 
name=
"window"
/>

  
<part
 
partid=
"5"
 
partof=
"2"
 
name=
"lock"
/>

  
<part
 
partid=
"10"
 
name=
"skateboard"
/>

  
<part
 
partid=
"11"
 
partof=
"10"
 
name=
"board"
/>

  
<part
 
partid=
"12"
 
partof=
"10"
 
name=
"wheel"
/>

  
<part
 
partid=
"20"
 
name=
"canoe"
/>

</partlist>

```

- Céldokumentum:

```
<parttree>

  
<part
 
partid=
"0"
 
name=
"car"
>

    
<part
 
partid=
"1"
 
name=
"engine"
>

      
<part
 
partid=
"3"
 
name=
"piston"
/>

    
</part>

    
<part
 
partid=
"2"
 
name=
"door"
>

      
<part
 
partid=
"4"
 
name=
"window"
/>

      
<part
 
partid=
"5"
 
name=
"lock"
/>

    
</part>

  
</part>

  
<part
 
partid=
"10"
 
name=
"skateboard"
>

    
<part
 
partid=
"11"
 
name=
"board"
/>

    
<part
 
partid=
"12"
 
name=
"wheel"
/>

  
</part>

  
<part
 
partid=
"20"
 
name=
"canoe"
/>

</parttree>

```

- XQuery-megoldás:

```
declare function local:one_level ($p as node()) as node()
{
  <part partid="{$p/@partid}" name="{$p/@name}">
  {
    for $s in doc("data/parts-data.xml")//part
    where $s/@partof =$p/@partid
    return local:one_level($s)
  }
  </part>
};
<parttree>
{
  for $p in doc("data/parts-data.xml")//part [empty(@partof)]
  return local:one_level($p)
}
</parttree>

```

## Alkalmazása
A relációs adatbázisokban az XML és történelmileg nagyobb adatkészletek szüksége miatt a nemzetközi szabványügyi szervezet az SQL egy kiterjesztését dolgozta ki, az XML és az SQL lehetőségeit kombináló SQL/XML-t. Az XML-adatoknak az XMLQuery SQL-függvényben való lekérdezésére használt nyelvet elnevezték XQuerynek.

## Implementációk
- BaseX, nyílt forrású: XQuery 3.1, XQuery Full-Text 1.0, XQuery Update 1.0
- eXist, nyílt forrású: XQuery 3.0, XQuery Update 1.0
- Saxon, nyílt forrású és kereskedelmi változatok: XQuery 3.1, XQuery Update 1.0
- Sirix, nyílt forrású: XQuery 1.0 (és XQuery Update 1.0 Brackiten alapulva)
- xqerl, nyílt forrású: XQuery 3.1, XQuery Update 3.0
- XQilla, nyílt forrású: XPath 2.0, XQuery Update 1.0
- Zorba, nyílt forrású: XQuery 3.0, XQuery Full Text 1.0, XQuery Update 1.0;
- XQuery Test Suite Results: XQuery-kompatibilitási teszt[5]

## Fordítás
Ez a szócikk részben vagy egészben  a   XQuery című német Wikipédia-szócikk fordításán alapul.  Az eredeti cikk szerkesztőit annak laptörténete sorolja fel. Ez a jelzés csupán a megfogalmazás eredetét és a szerzői jogokat jelzi, nem szolgál a cikkben szereplő információk forrásmegjelöléseként.